# Ciclismo nos Jogos Olímpicos de Verão de 1896 - 10 km masculino
A prova de 10 km do ciclismo nos Jogos Olímpicos de Verão de 1896 ocorreu no dia 11 de abril. Seis ciclistas disputaram a prova, que consistiu de trinta voltas em torno de uma pista de 333,3 metros.

## Medalhistas
| Ouro   | FRA Paul Masson  |
| Prata  | FRA Léon Flameng |
| Bronze | AUT Adolf Schmal |

## Resultados
| Pos. | Atleta                       | Tempo        |
| ---- | ---------------------------- | ------------ |
|      | FRA Paul Masson              | 17:54.2      |
|      | FRA Léon Flameng             | 17:54.2      |
|      | AUT Adolf Schmal             | Desconhecido |
| 4    | GER Joseph Rosemeyer         | Desconhecido |
| 5    | GRE Aristidis Konstantinidis | Desconhecido |
| –    | GRE Georgios Kolettis        | RET          |

Georgios Kolettis se retirou aos 7 km.